# IDS Ukraine
IDS Ukraine — українська група компаній, до складу якої входять торговельні марки «Моршинська», «Миргородська», «Аляска» та «Аква Лайф». Також група компаній імпортує до України грузинську мінеральну воду «Боржомі».

## Структура
IDS Ukraine засновано в 1996 році. Група компаній володіє такими підприємствами:
- Моршинський завод мінеральних вод «Оскар»;
- Миргородський завод мінеральних вод (МЗМВ);
- Дистрибуційна компанія «Індустріальні та дистрибуційні системи» («ІДС»);
- ІДС «Аква сервіс» – оператор доставлення води й супутніх товарів My Water Shop.

Компанія представлена в Україні торговельними марками «Моршинська», «Миргородська», «Аляска» та «Аква Лайф». IDS Ukraine є ексклюзивним імпортером грузинської мінеральної води «Боржомі» в Україні.
В групі компаній працює більше 2000 працівників, ще майже 1400 працівників обслуговують діяльність групи компаній через дистриб’юторів.
За даними рейтингу Фаворити Успіху, який визначає динаміку громадських уподобань та довіру до бренду з боку споживачів, три головні бренди IDS Group (Моршинська, Миргородська та Боржомі), щонайменше з 2005, щороку стабільно посідають три перші місця в рейтингу категорії «Мінеральна вода року».

## Підприємства
Миргородський завод мінеральних вод (МЗМВ) заснований у 1927 році. На початку 1974 року введений в експлуатацію новий завод, а з 1996 року МЗМВ розпочав співробітництво з компанією IDS Group. Завод обладнаний двома лініями для виготовлення продукції в ПЕТ пляшках об'ємом від 0,5 до 5 літрів і однією лінією розливу в полікарбонатні бутлі 18,9 літра. Найпотужніша лінія на підприємстві здатна розливати до 30 тисяч пляшок води на годину. Завод виробляє мінеральну воду торговельних марок «Миргородська», "Миргородська Лагідна" та «Аляска».
Моршинський завод мінеральних вод «Оскар» було засновано для промислового розливу природної столової мінеральної води «Моршинська» у 1995 році. На кінець 2021 року на підприємстві функціонувало шість ліній з розливу в ПЕТ пляшки, лінія по розливу в алюмінієві банки і лінія по розливу в скляні пляшки. Сумарна потужність підприємства дозволяє виробляти на добу до 5 мільйонів пляшок різного формату. Завод виробляє мінеральну воду торговельної марки «Моршинська» (газована, слабогазована та негазована), а також Morshynska Plus, Morshynska AntiOxi, «Моршинська з ароматом», Morshynka, Toy Bottle, Morshynska Sport і «Моршинська Спортик».

## Менеджмент
Управління компанією здійснюється радою директорів. Акціонером, що володіє 100 % акцій IDS Ukraine, є компанія ІНТЕРНЕШНЛ ДІСТРІБ’ЮШН СІСТЕМЗ ЛІМІТЕД (республіка Кіпр). IDS Ukraine не має кінцевого бенефіціарного власника.
13 червня 2022 року структура акціонерного капіталу компанії змінилась. Мажоритарний акціонер передав на безоплатній основі 7,73 % акцій компанії уряду Грузії та втратив контроль над компанією. Уряд Грузії  отримав в раді директорів компанії одного свого представника, який став головою ради і отримав право впливати на остаточні рішення компанії.
Наразі 34 % акцій належить сім'ї Патаркацишвілі, уряд Грузії  володіє 7,73 % акцій та міноритарні акціонери — близько 10 %. Таким чином, частка грузинського уряду разом із пакетами інших міноритарних акціонерів перевищує 50 %.
Інша частина акцій належать акціонерам, які в тому числі мають подвійне громадянство, одне з який російське. До них належить Михайло Фрідман та інші акціонери.

## Соціальна відповідальність
З 2014 року до травня 2022 року українською групою компаній було сплачено до бюджетів усіх рівнів податків та зборів на загальну суму понад 3,3 мільярда гривень, а рівень інвестицій склав понад 2,9 мільярда гривень.
З початку повномасштабного вторгнення РФ в Україну компанія активно надає соціальну та благодійну допомогу. Зокрема, забезпечує водою населення та українських військових у гарячих точках у партнерстві з волонтерськими організаціями, а також з обласними держадміністраціями, ЗСУ та ТРО. Загалом за період від початку березня IDS Ukraine передали понад 4,5 млн літрів води на потреби суспільства, що оцінюється в 30 мільйонів гривень. Ще 15 мільйонів гривень було спрямовано на допомогу українській армії, волонтерським організаціям і працівникам компанії, які пішли служити до ЗСУ.

## Частка на ринку та структура реалізації брендів
| Частка ринку в об’ємах | %    |
| ---------------------- | ---- |
| IDS Ukraine            | 38,1 |
| Моршинська             | 27,3 |
| Миргородська           | 6,0  |
| Borjomi                | 2,9  |
| Аква Лайф              | 1,9  |

| Бренд        | Структура реалізації за 2021 рік, % |
| ------------ | ----------------------------------- |
| Моршинська   | 60 %                                |
| Боржомі      | 19 %                                |
| Аляска       | 9 %                                 |
| Миргородська | 7 %                                 |
| Aqua Life    | 2 %                                 |
| Трускавецька | 1 %                                 |
| Інші         | 2 %                                 |

## Націоналізація
25 вересня 2024 року Міністерство юстиції України подало позов до Вищого антикорупційного суду України про конфіскацію активів російських олігархів Михайла Фрідмана, Петра Авена, Андрія Косогова і компанії Rissa Investments Limited. Серед інших компаній у дохід держави просять стягнути 100 % від загальної кількості акцій ПрАТ «Миргородський завод мінеральних вод», ПрАТ «Моршинський завод мінеральних вод "Оскар"», ПрАТ «Індустріальні та дистрибуційні системи». Зі свого боку група компаній IDS Ukraine спокійно відреагувала на позов Мінюсту. У своїй заяві компанія вказала, що питання націоналізації активів належить до сфери інтересів акціонерів, а завдання менеджменту – забезпечити стабільну роботу групи.